# Liste der Biografien/Frim
Liste der Biografien |
Portal Biografien |
Personensuche
# |
A |
B |
C |
D |
E |
F |
G |
H |
I |
J |
K |
L |
M |
N |
O |
P |
Q |
R |
S |
T |
U |
V |
W |
X |
Y |
Z |
?
 
Fa |
Fe |
Ff |
Fh |
Fi |
Fj |
Fk |
Fl |
Fm |
Fn |
Fo |
Fr |
Ft |
Fu |
Fy
 
Fra |
Frc |
Fre |
Frg |
Fri |
Frk |
Frl |
Fro |
Fru |
Fry
 
Fria |
Frib |
Fric |
Frid |
Frie |
Frig |
Frih |
Frii |
Frij |
Frik |
Fril |
Frim |
Frin |
Frio |
Frip |
Frir |
Fris |
Frit |
Friv |
Friz
Die Liste der Biografien führt alle Personen auf, die in der deutschsprachigen Wikipedia einen Artikel haben. Dieses ist eine Teilliste mit 22 Einträgen von Personen, deren Namen mit den Buchstaben „Frim“ beginnt.

## Frim

### Frima
- Friman, Jaakko (1904–1987), finnischer Eisschnellläufer
- Friman, Oskar (1893–1933), finnischer Ringer
- Frimann, Claus (1746–1829), norwegischer Dichter
- Frimann, Per (* 1962), dänischer Fußballspieler
- Frimansson, Inger (* 1944), schwedische Schriftstellerin

### Frimb
- Frimberger, Heinz, deutscher Fußballspieler
- Frimberger, Johann Georg (1851–1919), österreichischer Schriftsteller
- Frimberger, Marianne (1877–1965), österreichische Malerin, Grafikerin, Illustratorin und Schriftstellerin

### Friml
- Friml, Jiří (* 1973), tschechischer Botaniker und Pflanzenphysiologe
- Friml, Rudolf (1879–1972), Pianist und Komponist

### Frimm
- Frimmel, Franz (1888–1957), österreichisch-tschechischer Botaniker
- Frimmel, Fritz H. (* 1941), deutscher Chemiker
- Frimmel, Rainer (* 1971), österreichischer Filmregisseur und Drehbuchautor
- Frimmel, Sebastian (* 1995), österreichischer HandballspielerSebastian Frimmel (* 1995)

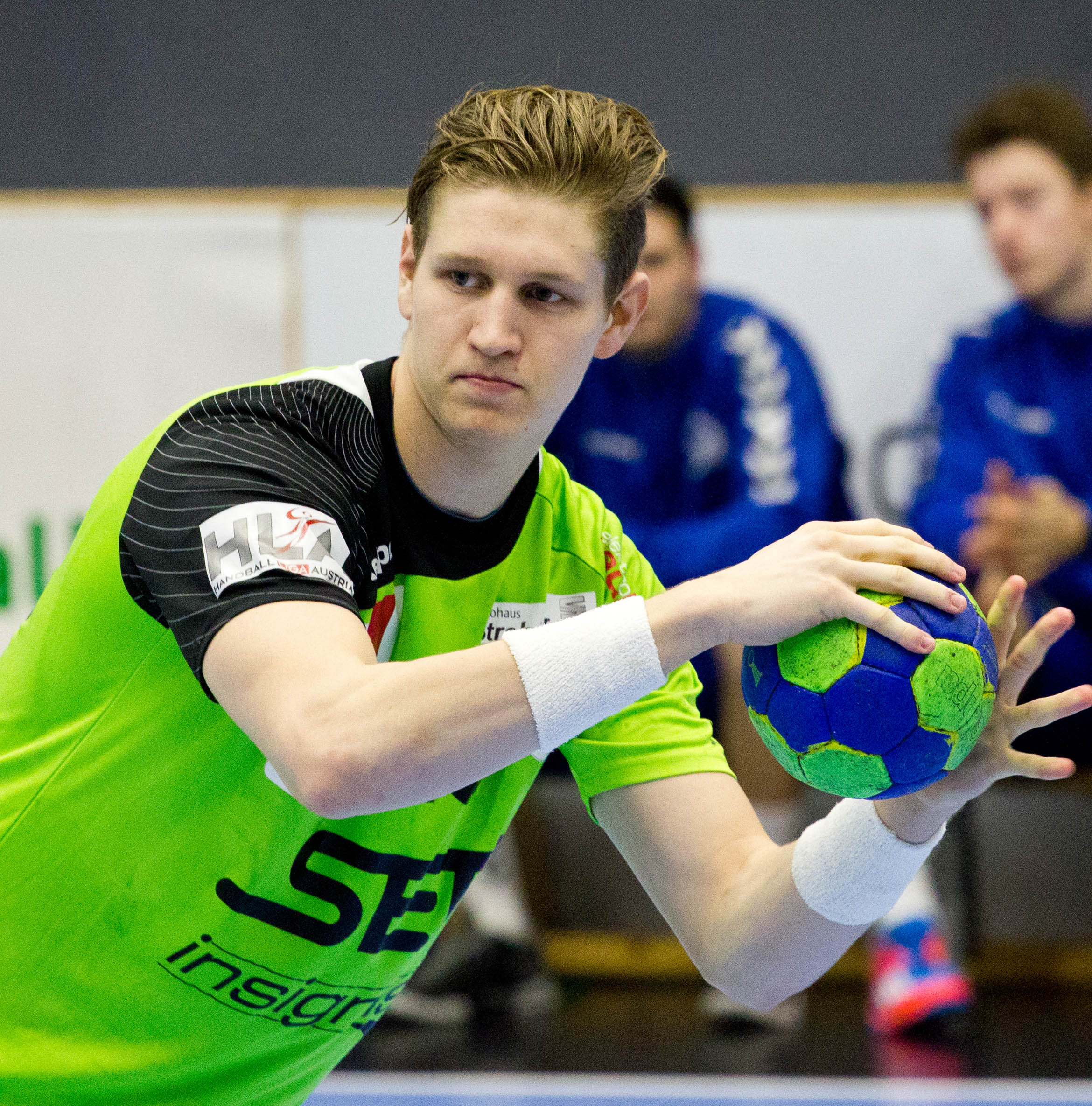
Sebastian Frimmel (* 1995)

- Frimmel, Theodor von (1853–1928), österreichischer Kunsthistoriker und Musikwissenschaftler
- Frimmer, Monika (1957–2022), deutsche Opernsängerin (Sopran)

### Frimo
- Frimont von Palota, Johann Maria Philipp (1759–1831), österreichischer Kavalleriegeneral
- Frimout, Dirk (* 1941), belgischer Astronaut

### Frimp
- Frimpong, Akwasi (* 1986), ghanaischer Skeletonfahrer und Leichtathlet
- Frimpong, Emmanuel (* 1992), englisch-ghanaischer Fußballspieler
- Frimpong, Jeremie (* 2000), niederländischer Fußballspieler
- Frimpong, Joe Tex (* 1982), ghanaischer Fußballspieler